# Hrazdan
Hrazdan (tiếng Armenia: Հրազդան) là một thành phố và tỉnh lị của tỉnh Kotayk, Armenia. Dân số ước tính năm 2011 là 53456 người.

## Khí hậu
Thành phố có khí hậu lục địa ẩm (phân loại khí hậu Köppen Dfb).
| Dữ liệu khí hậu của Hrazdan             | Dữ liệu khí hậu của Hrazdan | Dữ liệu khí hậu của Hrazdan | Dữ liệu khí hậu của Hrazdan | Dữ liệu khí hậu của Hrazdan | Dữ liệu khí hậu của Hrazdan | Dữ liệu khí hậu của Hrazdan | Dữ liệu khí hậu của Hrazdan | Dữ liệu khí hậu của Hrazdan | Dữ liệu khí hậu của Hrazdan | Dữ liệu khí hậu của Hrazdan | Dữ liệu khí hậu của Hrazdan | Dữ liệu khí hậu của Hrazdan | Dữ liệu khí hậu của Hrazdan |
| Tháng                                   | 1                           | 2                           | 3                           | 4                           | 5                           | 6                           | 7                           | 8                           | 9                           | 10                          | 11                          | 12                          | Năm                         |
| --------------------------------------- | --------------------------- | --------------------------- | --------------------------- | --------------------------- | --------------------------- | --------------------------- | --------------------------- | --------------------------- | --------------------------- | --------------------------- | --------------------------- | --------------------------- | --------------------------- |
| Trung bình ngày tối đa °C (°F)          | −0.4 (31.3)                 | 0.2 (32.4)                  | 4.2 (39.6)                  | 10.3 (50.5)                 | 15.3 (59.5)                 | 19.9 (67.8)                 | 23.4 (74.1)                 | 23.6 (74.5)                 | 20.5 (68.9)                 | 14.9 (58.8)                 | 7.7 (45.9)                  | 1.9 (35.4)                  | 11.8 (53.2)                 |
| Trung bình ngày °C (°F)                 | −5.2 (22.6)                 | −4.5 (23.9)                 | −0.7 (30.7)                 | 4.7 (40.5)                  | 9.4 (48.9)                  | 13.4 (56.1)                 | 16.6 (61.9)                 | 16.8 (62.2)                 | 13.3 (55.9)                 | 8.5 (47.3)                  | 2.7 (36.9)                  | −2.4 (27.7)                 | 6.1 (42.9)                  |
| Tối thiểu trung bình ngày °C (°F)       | −9.9 (14.2)                 | −9.2 (15.4)                 | −5.5 (22.1)                 | −0.8 (30.6)                 | 3.5 (38.3)                  | 6.9 (44.4)                  | 9.9 (49.8)                  | 10.1 (50.2)                 | 6.2 (43.2)                  | 2.2 (36.0)                  | −2.3 (27.9)                 | −6.7 (19.9)                 | 0.4 (32.7)                  |
| Lượng Giáng thủy trung bình mm (inches) | 19 (0.7)                    | 23 (0.9)                    | 35 (1.4)                    | 55 (2.2)                    | 89 (3.5)                    | 74 (2.9)                    | 46 (1.8)                    | 38 (1.5)                    | 30 (1.2)                    | 41 (1.6)                    | 32 (1.3)                    | 19 (0.7)                    | 501 (19.7)                  |
| Nguồn: Climate-Data.org                 |                             |                             |                             |                             |                             |                             |                             |                             |                             |                             |                             |                             |                             |

## Nhân khẩu
Dưới đây là dân số Hrazdan qua các năm:
| Năm    | 1959  | 1969   | 1976   | 1989   | 2001   | 2016   |
| Dân số | 7.630 | 23.000 | 40.036 | 59.000 | 52.808 | 41.200 |